# Gammaropsis maculatus
Gammaropsis maculatus är en kräftdjursart som först beskrevs av Johnston 1828.  Gammaropsis maculatus ingår i släktet Gammaropsis och familjen Isaeidae. Inga underarter finns listade i Catalogue of Life.